# Samut Sakhon (stad)
Samut Sakhon (Thais: สมุทรสาคร) is een stad in Centraal-Thailand. Samut Sakhon is hoofdstad van de provincie Samut Sakhon en het district Samut Sakhon. De stad telde in 2000 bij de volkstelling 68.398 inwoners.